# Монтепијато (Комо)
Монтепијато је насеље у Италији у округу Комо, региону Ломбардија.
Према процени из 2011. у насељу је живело 2 становника. Насеље се налази на надморској висини од 642 м.